# Grimbach
Grimbach ist ein Weiler der Ortsgemeinde Ammeldingen bei Neuerburg im Eifelkreis Bitburg-Prüm in Rheinland-Pfalz.

## Geographische Lage
Grimbach liegt knapp 1 km südlich des Hauptortes Ammeldingen auf einer Hochebene. Der Weiler ist von umfangreichen landwirtschaftlichen Nutzflächen und Waldgebieten im Osten und Westen umgeben. Östlich der Ansiedlung fließt der namensgebende Grimbach und südwestlich des Weilers fließt der Altersbach.

## Geschichte
Bis 1794 gehörte Grimbach zur Meierei Koxhausen und wurde anschließend mit der Ortsgemeinde Ammeldingen zusammengeschlossen. Grimbach zählte im Jahre 1840 zwei Häuser und entwickelte sich im Laufe des 19. Jahrhunderts zu einem Weiler.

## Kultur und Sehenswürdigkeiten
Sehenswert sind im Grimbach vor allem ein Balkenkreuz und ein Bildstock. Ferner existiert ein Wegekreuz, zu dem jedoch keine genaueren Angaben vorliegen. Touristisch interessant ist die Region vor allem durch diverse Wanderwege.

### Balkenkreuz
Südlich des Weilers in Richtung Neuerburg befindet sich ein Balkenkreuz aus dem Jahre 1777. Es handelt sich um einen ungewöhnlichen Bautyp mit einem konkav gearbeiteten Schaft. Den Abschluss bildet ein Dreipass mit der Inschrift „Maximilian Schun“. Am Balkenschnittpunkt befindet sich zudem das IHS-Zeichen und die Jahreszahl der Errichtung.

### Bildstock
Nördlich des Weilers in Richtung Ammeldingen befindet sich ein Bildstock aus dem Jahre 1905. Dieser wurde in Form eines antiken Grabmals gefertigt und enthält eine Pietá sowie einen Metallcorpus. Das Kleindenkmal wurde durch zwei Familien aus dem Ort errichtet.
Siehe auch: Liste der Kulturdenkmäler in Ammeldingen bei Neuerburg

### Naherholung
Die Ortsgemeinden Ammeldingen, Plascheid, Heilbach und Emmelbaum haben ein Wanderwegenetz aus sieben einzelnen Rundwegen entwickelt, die unter anderem auch durch den Weiler Grimbach führen. Alle Wanderwege haben eine Länge zwischen 4 und 8 km. Die Gesamtstrecke beträgt rund 35 km.

## Wirtschaft und Infrastruktur

### Unternehmen
Im Weiler Grimbach werden zwei Ferienwohnungen betrieben. Weitere Unterkünfte befinden sich zudem im Hauptort Ammeldingen.

### Verkehr
Es existiert eine regelmäßige Busverbindung.
Grimbach ist durch die Kreisstraße 59 erschlossen. Die Entfernung zur nächstgelegenen Stadt, Neuerburg, beträgt knapp 5 km.